# Johnson State College
Das Johnson State College ist eine staatliche Universität in Johnson im Norden des US-Bundesstaates Vermont. An der Hochschule sind 1.800 Studenten eingeschrieben. Sie ist ein sogenanntes Liberal Arts College. Das College ist Teil des Verbundes der Vermont State Colleges.

## Geschichte
Die Universität wurde 1828 durch John Chesamore als Johnson Academy gegründet. Sie ist benannt nach William Samuel Johnson, einem der Gründerväter der Vereinigten Staaten. 1867 wurde die Hochschule in eine sogenannte Normal School für die Lehrerausbildung umgewandelt. Seit den 1920–1930er Jahren werden besonders die interdisziplinäre Ausbildung gefördert und Musiker, Politiker, Regisseure sowie spirituelle Führer eingeladen.

## Forschung und Lehre
Eine Besonderheit des Johnson State College ist, dass alle Studenten in den Bachelorstudiengängen einen interdisziplinären Studiengang namens Peace and War (Krieg und Frieden) belegen. In diesem Kurs wird die Ursache von Gewalt erläutert sowie die Auswirkung auf das Individuum, die Sozialstrukturen und Gesellschaft.
Zu der Hochschule gehören das Dibden Center for the Arts, ein Kultur- und Veranstaltungszentrum.

## Studenten
Von den derzeit ca. 1.800 eingeschriebenen Studenten kommen etwa 60 % aus Vermont und 40 % aus anderen US-amerikanischen Staaten sowie aus einem Dutzend anderer Länder. Das Verhältnis von Dozenten zu Studenten ist 1:19.

## Sport
Die Sportteams der Universität nennen sich die Badgers. Das Johnson State College ist Mitglied der North Atlantic Conference.